# Сказуемно определение
Сказуемното определение е второстепенна част на изречението, поясняваща подлога или допълнението чрез сказуемото. Сказуемното определение се съгласува по род и число с думата, която пояснява, освен когато то е съществително име (тогава има собствен род, а числото му показва броя на предметите). При разбор на изречение сказуемното определение се подчертава с една права и една вълнообразна черта.
Тази част на изречението има две разновидности:
- Сказуемно определение на подлога.

Пример: Старата вълчица обикаляше изплашена.
Думата изплашена е сказуемно определение на подлога старата вълчица.
Съгласувано е с подлога по род и число (ж.р. ед.ч.).
То разкрива каква е била вълчицата (изплашена), докато е обикаляла;
за разлика от обикновеното определение старата,
което изразява постоянно качество на вълчицата.
- Сказуемно определение на допълнението.

Пример: Майката завари децата заспали.
Думата заспали е сказуемно определение на допълнението децата
и показва какви ги е заварила майката.
Съгласувано е с допълнението по число (мн.ч.).
Сказуемното определение поначало не се членува дори когато поясняваната от него дума назовава определено лице или предмет (в този случай се членува поясняваната дума или нейно определение, както показват горните примери). По изключение сказуемното определение може да бъде членувано, когато това се изисква от неговия собствен смисъл (обикновено когато е степенувано).
Пример: Те я смятаха за най-красивата.
Сказуемното определение най-често се свързва направо, без предлог, но може да бъде въведено от предлога за (както в последния пример) или от предлога като.
Пример: Познаваме я като мъдър човек.
Когато сказуемното определение е съществително име, то не се съгласува с поясняваната дума. В примера поясняваната дума е допълнението я в женски род, а сказуемното определение мъдър човек е в мъжки род. Елементарното сказуемно определение е човек и то има свое собствено определение (мъдър).

## Различаване
Сказуемното определение има сходство с някои други части на изречението. Между него и тях обаче съществуват ясно забележими формални разлики, а често и отчетливо различие в смисъла.
- Обикновеното определение пояснява направо, а сказуемното определение пояснява чрез сказуемото.

Пример:
 Пътниците намериха пресъхналия кладенец. (Обикновено определение.)
 Пътниците намериха кладенеца пресъхнал. (Сказуемно определение.)
Според първото изречение пътниците отнапред знаят, че има пресъхнал кладенец, и го търсят.
Според второто изречение те стигат до кладенеца и едва тогава разбират, че е пресъхнал.
- Между обстоятелственото пояснение за начин и сказуемното определение често няма голяма разлика.

Например изречението Тя извика уплашено. има почти същия смисъл като Тя извика уплашена.
В случаи като този признакът може да бъде приписан както на действието, така и на вършителя.
Когато действието и вършителят или получателят (в зависимост от вида на сказуемното определение)
имат различни признаци, тогава се появява отчетлива разлика в смисъла.
Пример:
Направиха колата по-бързо. (Обстоятелствено пояснение за начин.)
Направиха колата по-бърза. (Сказуемно определение.)
Думата по-бързо е обстоятелствено пояснение за начин, защото пояснява сказуемото направиха,
отговаряйки на въпроса как (Как направиха колата?). Думата по-бърза е сказуемно определение,
защото пояснява не сказуемото, а допълнението колата чрез сказуемото (Каква я направиха?).
- Именната част на сказуемо прилича формално на сказуемно определение на подлога.

Но сказуемното определение приписва признак на подлога само чрез пълнозначен глагол,
а именното сказуемо прави това чрез глагола съм (включително вариантите бивам и бъда)
или негов синоним, тоест глагол с избледняло лексикално значение (ставам, оказвам се и др.).
Пример:
Съседката се оказа млада. (Именна част на сказуемото.)
Съседката се омъжи млада. (Сказуемно определение на подлога.)
Някои глаголи са с избледняло лексикално значение в едни изречения, но пълнозначни в други.
Пример:
Брат му излезе веселяк. (Именна част на сказуемото.)
Брат му излезе замислен от кабинета на началника. (Сказуемно определение на подлога.)
В първото изречение глаголът излезе е с избледняло лексикално значение (синоним на оказа се),
а във второто изречение е пълнозначен, тъй като изразява действително излизане (движение).
- Обикновеното определение на именната част на сказуемо не представлява сказуемно определение.

Пример:
Господин Иванов е новият учител.
Словосъчетанието е новият учител е разширено сказуемо, елементарното сказуемо е учител,
думата новият е негово обикновено, а не сказуемно определение.

## Пунктуация
Пунктуационните правила на българския език не изискват отделянето на сказуемното определение с препинателни знаци.
Пример:
Палячото прекара Коледа скрит в шкафа.
В това изречение словосъчетанието скрит в шкафа е сказуемно определение на подлога палячото, а не обособена част, затова не се отделя с препинателен знак.